# Tyron Ivanof
Tyron Ivanof (17 juli 1997) is een Belgisch voetballer met Bulgaarse roots die bij voorkeur als aanvallende middenvelder speelt. Hij maakte in januari 2020 de overstap van KV Kortrijk naar RWDM.

## Clubcarrière
Ivanof maakte in 2009 de overstap van de jeugdopleiding van Sint-Truidense VV naar die van KRC Genk, waar hij in dezelfde leeftijdscategorie als onder andere Leon Bailey, Bryan Heynen, Nordin Jackers en Dries Wouters terechtkwam. Ivanof kreeg echter geen profcontract bij Genk, waarop hij in 2014 samen met zijn broer Marvin naar Lille OSC trok. Een jaar later belandde hij bij KV Kortrijk, waar hij twee maanden voor zijn twintigste verjaardag zijn eerste profcontract ondertekende.
In het seizoen 2017/18 stroomde hij door naar de eerste ploeg van de Kortrijkzanen. Zijn debuut in Eerste klasse A kwam er op 29 april 2017 in de wedstrijd op KRC Genk, waar hij in de 67e minuut Stijn De Smet mocht vervangen. De wedstrijd eindigde op 3–0. Mede door een zware knieblessure speelde hij slechts elf officiële wedstrijden voor Kortrijk, waaronder negen in Play-off 2.
In de winter van 2020 maakte Ivanof de overstap naar RWDM.

## Clubstatistieken
| Seizoen     | Club        | Competitie             | Competitie | Competitie | Beker | Beker | Internationaal | Internationaal | Totaal | Totaal |
| Seizoen     | Club        | Competitie             | Wed.       | Dlp.       | Wed.  | Dlp.  | Wed.           | Dlp.           | Wed.   | Dlp.   |
| ----------- | ----------- | ---------------------- | ---------- | ---------- | ----- | ----- | -------------- | -------------- | ------ | ------ |
| 2016/17     | KV Kortrijk | Eerste klasse A        | 4          | 0          | 0     | 0     | —              | —              | 4      | 0      |
| 2017/18     | KV Kortrijk | Eerste klasse A        | 5          | 0          | 0     | 0     | —              | —              | 5      | 0      |
| 2018/19     | KV Kortrijk | Eerste klasse A        | 0          | 0          | 0     | 0     | —              | —              | 0      | 0      |
| 2019/20     | KV Kortrijk | Eerste klasse A        | 2          | 0          | 0     | 0     | —              | —              | 2      | 0      |
| 2019/20     | RWDM        | Eerste klasse amateurs | 0          | 0          | 0     | 0     | —              | —              | 0      | 0      |
| Club totaal | Club totaal | Club totaal            | 11         | 0          | 0     | 0     | 0              | 0              | 11     | 0      |

Bijgewerkt op 7 juli 2020
1 Lathouwers ·
3 Halilou ·
4 Doudaev ·
5 De Sart ·
6 Halifa ·
7 Montes ·
8 Abe ·
9 Parzyszek ·
10 Robail ·
11 Ziani ·
15 Laâziri ·
17 Barry ·
20 Poku ·
21 Marsoni ·
22 Soelle Soelle ·
23 Del Piage ·
26 Kestens ·
28 Hubert ·
29 Maurer ·
30 Baghli ·
31 Dodeigne ·
43 Sousa ·
49 Sapata ·
51 Preijs ·
53 Messad-Kouchiche ·
60 Awudu ·
70 Nkurunziza ·
77 Biron ·
83 Lemmens ·
84 El Arouch ·
99 Benjdida ·
Coach: Ferrera
· Assistent-coach: Baherlé
· Assistent-coach: De Camargo